# スカチューン

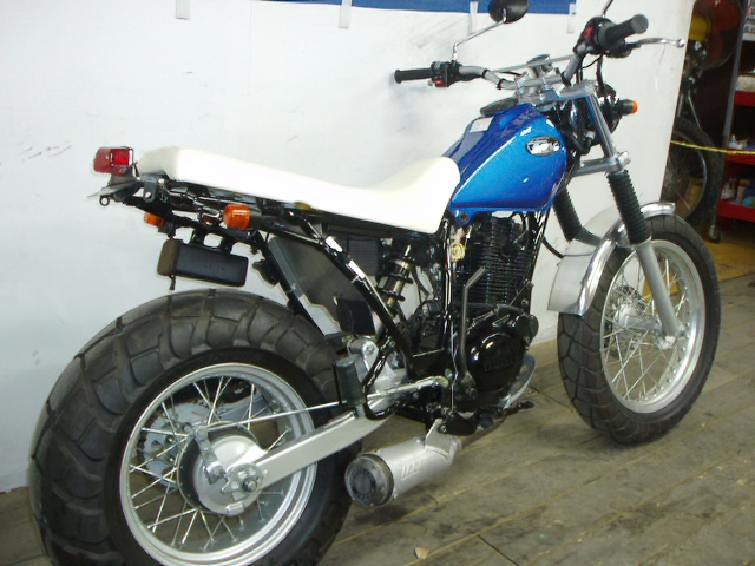
典型的なスカチューンが施されたヤマハ・TW。配色やカスタム内容はビューティフルライフに登場したものとほぼ同じ。

スカチューンとはオートバイにおけるカスタムの一種である。部品を外して横から見た時にフレームの反対側が見えるほど「スカスカ」であることから「スカチューン」と呼ばれる。類似するカスタムとしてチョッパーやボバーがある。

## 概要
スカチューンの起源は諸説あるが明確ではない。日本の都心部に店舗を持ち、ファッション性を重視するバイクショップが中心となって、1990年代 - 2000年代にかけて行っていた。2000年に放送されたテレビドラマ「ビューティフルライフ」において、木村拓哉が演じる主人公の所有車としてスカチューンの施されたヤマハ・TWが登場したのをきっかけに全国に広く流行していったとされている。
スカチューンは外見的な改造を主軸とするストリート系カスタムの1つである。カスタムの基調はダートトラックレース用の競技車両を模したような外観に仕上げられる。その手法はレース車両さながらに、不要な部品を取り外したり、簡易な部品に置き換える。具体的には、サイドカバーやフェンダーなどの外装部品が取り外され、バッテリーをコンデンサに置き換えるバッテリーレス化や、エアクリーナーボックスを取り外して簡易な露出形のエアフィルターへの換装が行われる。シートは必要最小限に薄く小さく改造され、マフラーは簡易な構造のものに交換される。
ただし、あくまでも外観を重視した改造で、実際のレース車両を忠実に模しているわけではなく、流行の移り変わりによって派生したり、極端な物へと変化したりしている。例えば、スイングアームをドラッグレースやヒルクルライムの競技車両に用いられるような長いものに交換する場合や、エアクリーナーさえも外してしまう場合もある。また、公道走行を前提にしているためヘッドライトやウインカーは装備されているが、小さな物に付け替えられる。こうしたカスタムのための部品をセットにした「スカチューンキット」が多くのメーカーやショップから発売されている。

## ベース車両として用いられる主な車種
- ヤマハ・TW
- ヤマハ・SR
- ホンダ・エイプ
- ホンダ・FTR
- ホンダ・CB223S
- ホンダ・CB400SS
- スズキ・グラストラッカー/グラストラッカー・ビッグボーイ
- スズキ・バンバン
- カワサキ・250TR